# Castellanos de Moriscos
Castellanos de Moriscos è un comune spagnolo di 437 abitanti situato nella comunità autonoma di Castiglia e León.